# 白色彗星帝国の戦闘艦
白色彗星帝国の戦闘艦（はくしょくすいせいていこくのせんとうかん）は、アニメ「宇宙戦艦ヤマトシリーズ」に登場する白色彗星帝国の戦闘艦。リメイクアニメ作品に登場する帝星ガトランティスの戦闘艦についても本項で解説する。

## 凡例
- 『宇宙戦艦ヤマト』 - 『ヤマト』
- 『さらば宇宙戦艦ヤマト 愛の戦士たち』 - 『さらば』
- 『宇宙戦艦ヤマト2』 - 『ヤマト2』
- 『宇宙戦艦ヤマト 新たなる旅立ち』 - 『新たなる』
- 『ヤマトよ永遠に』 - 『永遠に』
- 『宇宙戦艦ヤマト2199』 - 『2199』
- 『宇宙戦艦ヤマト2199 星巡る方舟』 - 『星巡る方舟』
- 『宇宙戦艦ヤマト2202 愛の戦士たち』 - 『2202』
- PS用ゲーム『さらば宇宙戦艦ヤマト 愛の戦士たち』 - 『PS版さらば』
- PS2用ゲーム『宇宙戦艦ヤマト イスカンダルへの追憶』 - 『イスカンダルへの追憶』
- PS2用ゲーム『宇宙戦艦ヤマト 暗黒星団帝国の逆襲』 - 『暗黒星団帝国の逆襲』
- PS2用ゲーム『宇宙戦艦ヤマト 二重銀河の崩壊』 - 『二重銀河の崩壊』

## 概要
『さらば』『ヤマト2』で敵性国家として登場する白色彗星帝国の戦闘艦の一覧。
デザインは主に宮武一貴が担当しており、宮武が不参加の『ヤマト2』では板橋克己が新規メカのデザインを担当している。
全体のデザインラインは松本零士と宮武が打ち合わせで決めており、複眼を入れることや、円盤状の部分を入れることを意識している。また、地球側とのテクノロジーの差異をはっきりさせるため、昆虫や甲殻類に近い鎧構造のようなパネルを互い違いに積み重ねる形状を取り入れている。

## 超巨大戦艦
『さらば』『ヤマト2』『新たなる』に登場。デザイン担当は松本零士、宮武一貴。艦橋内部設定のみ『ヤマト2』製作時に板橋克己によって改めてデザインされている。
都市帝国に収納されていた艦で、白色彗星帝国が保有する最大級の宇宙戦艦。
アナクロニズム造船所製のプロトタイプ、艦名は「戦艦パラドックス」との設定があるが、劇中では使用されなかった。
都市帝国崩壊という、最悪の事態を想定して建造されていた艦である。都市帝国崩壊前は、その一部として機能が一体化されていた。本艦の機関は、都市帝国の補助動力として直結されていると考察されている。
都市帝国の崩壊後に登場する彗星帝国の最後の切り札であり、「宇宙戦艦ヤマトシリーズ」に登場する「艦船」では最大級のスケールを誇る。全長は資料によってさまざまで、12.2キロメートルとも、8キロメートルとも言われる。小説版（集英社文庫コバルトシリーズ、若桜木虔著）では、「日本列島に及ぶ」との記述がある（同小説版では、白色彗星帝国自体がアメリカ大陸並のサイズと記されている）。
艦橋構造物が3箇所ある。甲板最前部に、現実における潜水艦の司令塔（セイル）状の区画、甲板中央部には三連装砲塔を1基乗せた区画、その後部には四連装砲塔を3基積み重ねた区画がある。艦底部には、主砲である、単装の「超巨大砲」を抱える。艦の側面中心部分に巨大な翼を持ち、二等辺三角形状の翼端板がある。各翼には、基部に4基、翼端板に1基の推進ノズルが付属。艦尾は六角形状の断面をしている。艦尾にエンジンノズルが8基存在し、両端に1基ずつ、中央には縦方向2列に3基ずつ配置している。それらのエンジンを仕切るように垂直尾翼が2枚付属し、X字型に伸びた舵状パーツを備える。艦首にも噴射ノズルらしき孔が左右に5個ずつ計10個付いているが、用途は不明。艦体色は漆黒で、艦首の孔は赤〜橙色に発光する。
ヤマトより巨大な砲身付き砲塔を、甲板・両舷・両翼の表裏両面の基部などに14基配置している。そのうち三連装砲塔が11基、四連装砲塔は3基となっている。また、前述の通り甲板中央部には、三連装砲塔1基が艦橋構造物の最上部に、四連装砲塔3基は塔状に重ねて配置するという特異な形態となっている。
底部には前述の通り、伸縮式の単装砲である「超巨大砲」を持つ。普段は艦内部に格納されているが、攻撃時には艦から下部へせり出し、先端部および中央部の砲身が伸長する。この状態での全長は、艦の約2分の1ほどにもなる。発射時には砲尾から白い波動（衝撃波）が噴出する。当時の資料ではエネルギー弾の直径はヤマトより大きいと書かれているその威力について、『ヤマト2』第26話にて地球を砲撃した際、地上に到達すると同時に、宇宙空間から視認可能なほどの巨大な火球が発生し、都市や島に氷山などの地上の構造物が消滅する描写がされている。
それらのほか、無数の一回り小さい砲塔や回転速射砲塔を多数備える。これらの砲の光線色は、橙色となっている。
松本が描いたラフを基に宮武がデザインをしている。『さらば』完成間際に登場が決まり、時間が足りない中で急いでデザインされたため、宮武は「全然大きく見えない」・「詰めが甘かった」と述懐している。なお、初期デザインでは、艦首は大戦艦に近いものや実在する船舶を思わすものが考えられており、噴射ノズル状の構造物もなかった。
劇中での登場
登場シーンは『さらば』から『ヤマト2』に流用されているため、ほぼ同じである。2度までも勝利を確信したヤマトクルーの眼前で、炎に包まれた都市帝国より艦首をもたげ、都市帝国下部の岩盤を割り砕きながら上部の超高層ビル群をなぎ倒して浮上し、ヤマトと対峙する。『さらば』では超巨大砲以外の能力を見せなかったが、『ヤマト2』では多数の砲塔による砲撃をヤマトに浴びせている。
さらば宇宙戦艦ヤマト 愛の戦士たち
満身創痍で戦闘不能のヤマトに威力を見せつけるため、超巨大砲を月に向けて発射し、表面を破壊された月の破片がヤマトをさらに破損させる。しかし、最後はヤマトと反物質生命体であるテレサの特攻によって消滅する。
宇宙戦艦ヤマト2
第25話と第26話に登場する。多数の砲塔による一斉射撃を行い、満身創痍のヤマトに追撃を浴びせて戦闘不能に追い込んだ後、見せしめとして地球に超巨大砲で砲撃を加えていく。だがそこへ、地球の惨状を知ったテレサが現れ、自身の命と引き換えに能力解放を行う。それに気付いたズォーダーは慌て、下士官に対して攻撃を中止して撤退するように命令。さらに焦燥感に駆られたズォーダーは、下士官から舵を奪い、自ら操縦して逃げ延びようとする。しかし間に合わず、超巨大戦艦はテレサの光に包まれ、ズォーダーの断末魔の叫びと共に消滅する。
宇宙戦艦ヤマト 新たなる旅立ち
英雄の丘での黙祷シーンにおける回想で1カットのみ登場。映像は流用ではなく新規のものとなっている。

### 超巨大戦艦ガトランティス（PSゲーム）
『PS版さらば』に登場。デザイン担当は宮武一貴。
再デザインされ、新たな設定と描写が追加された。『さらば』で詰め切れなかった部分のデザインを詰めており、巨大感を出すために艦首司令塔の上にヤマトのものと同サイズの艦橋を小さく追加したり、砲塔の数を『さらば』当時の松本のラフ設定から倍の数まで増やしたりしている。
超巨大砲は月に向けて砲を撃つ際、本来の力で撃つと地球ごと吹き飛ばしてしまうため、手加減するようにズォーダーが部下に注意するシーンがある。また、砲の光線色が他艦船と同じ赤紫色となった。

四連装と三連装以外にも連装砲塔を多数装備しており、この砲塔は艦から分離し、独立した戦闘能力を持つ戦艦になる。劇中でヤマトと交戦する、分離式第37番機動砲塔・殲滅戦艦「アスタロス」のサイズは、ヤマトより一回りほど大きい。普段はガトランティスの砲塔として収納されているが、戦艦モードになると垂直ノズルを噴射して分離し、宇宙空間で裏返しのように反転し、縦に折り畳まれたミサイル発射ユニットが艦橋を囲むように横に展開される。艦橋自体は砲塔として機能している時も収納などはされず、そのままの形である。

## メダルーザ
『ヤマト2』に登場する。デザイン担当は松本零士、板橋克己。
バルゼーが乗艦する戦闘艦。同型艦は登場しない。
デザインは松本零士のラフを板橋克己がクリンナップしたものであるが、松本のラフ稿の時点でデザインそのものはほぼ完成していた。艦形は双胴型でエンジンは双発という、他の彗星帝国艦とはやや異なった形状になっており、艦体の配色は淡緑色で占められている。艦橋部には、彗星帝国艦の多くに共通するオレンジ色の複眼状センサーが存在する。
全長は不明だが、劇中ではおおむね大戦艦と同等か、やや小さいサイズで描かれている。なお、2007年にB-CLUBにより1/2100スケールのガレージキットが作成された際の全長は、およそ12.5cmであった。
劇中で確認できる武装は、通常火器は前甲板に連装主砲1基のみである。双胴型艦体中央の艦首下部に装備している、艦隊決戦兵器である火炎直撃砲は、地球防衛軍の波動砲や拡散波動砲の2倍の射程距離を持ち、高エネルギー弾を移送器(エネルギー移動装置)によって直接目標に命中させるものである。このため、火炎直撃砲の攻撃を回避するのは事実上不可能であり、地球防衛軍連合艦隊は一方的な攻撃に苦戦した。なお、火焔直撃砲との表記もある。

劇中では18話から第21話まで登場。土星決戦時に戦闘艦隊の旗艦として参戦し、土方竜率いる地球連合艦隊と交戦。地球側の射程外から火炎直撃砲による一方的な砲撃によって戦局を優位に進め、土星の環内へ撤退する地球艦隊を追撃する。しかし、環内で発射した火炎直撃砲の高エネルギーにより大量の氷塊が昇華し、大規模な乱気流が発生。それによる大混乱の隙を突かれ、地球側の反撃で艦隊はほぼ壊滅。本艦はかろうじて脱出するも、その間際に艦首に被弾したため、火炎直撃砲は使用不能。その後、一矢報いようと残された主砲でアンドロメダを攻撃するが、地球艦隊の集中砲火で撃沈される。

### 火炎直撃砲搭載戦艦メダルーザ（PSゲーム）
『PS版さらば』『暗黒星団帝国の逆襲』に登場。デザイン担当は宮武一貴。
大幅なリデザインがなされており、艦首両舷や艦底部にあるフィン状構造物や、艦尾の推進器の十字翼など、大戦艦に共通する意匠が盛り込まれている。また、武装面も大幅に強化されており、回転速射砲塔などが多く搭載されている。
ゲームシステム上の性能としては、『PS版さらば』ではマップ上の砲撃射程は3マス、砲撃攻撃力は300、3D戦では主砲が前後各1基、副砲が両舷各1基。対空兵装は持たないが、主砲・副砲ともに高速での連射が可能となっている。また、耐久力・防御力は群を抜いており、同一ステージ中に出現する他の敵ユニットと比較すると、耐久力は3倍、防御力は4倍となっている。
『暗黒星団帝国の逆襲』では前部に主砲1基、後部砲塔2基が副砲に変更され、副砲は射界が狭く設定されている。ほかに平行発射ミサイル2基、対空機銃2基を搭載している。各武装150パーセントの攻撃補正値がある。
火炎直撃砲の瞬間エネルギー移送装置は、ガミラス帝国の瞬間物質移送器を応用したという劇中での推論が追加されている。

『PS版さらば』では、ストーリー18「土星近海・絶対防衛圏」に登場。敵四個艦隊を撃破すると火炎直撃砲を使い始める。戦略MAP (2D) 上の行動テンポが早いため、早めに撃破しないとプレイヤー側は全滅必至となる。戦術MAP (3D) では、主砲・副砲の連射が強力なため艦載機でも一撃死のリスクが高い。シナリオ上の特別ルールで波動砲を命中させてもHPが削れるだけで撃沈は不可能なため、撃沈するには戦術MAP (3D) 内で直接戦う必要がある。『暗黒星団帝国の逆襲』では回想ステージ「土星決戦」に登場する。

### メダルーサ級殲滅型重戦艦（リメイクアニメ）
『星巡る方舟』『2202』に登場。デザイン担当は石津泰志。
デザインラインを他のガトランティス艦に合わせるように、カラーリングや細部のディティールをアレンジしている。二股の艦首やコーン形のメインノズルなどの全体的なシルエットこそ継承しているものの、細部のデザインはほぼオリジナルとなっている。
火力が大幅に増強されている。艦前部甲板に大型の五連装砲塔を搭載し、さらにその下部には魚雷発射管を9門備え、正面火力を強化している。艦後部には主砲として輪胴砲塔を3基装備し、さらに中小火器を多数装備している。「火炎直撃砲」は「火焔直撃砲」に名称変更されている。また、「異星文明の砲と『科学奴隷』にしたガミラス人技術者捕虜に開発させたエネルギー転送装置を組み合わせたもの」という設定に変更された。強引に搭載しているため外付け式となっており、平時は艦底部に格納されている。
艦載機を搭載可能という設定が追加されており、後部甲板上にV字形の飛行甲板をもち、12機の攻撃機を運用できるとされている。
また、『2202』では、「ヘルベスティア」という名前の改装型地上戦艦が登場。火焔直撃砲と転送投擲機をオミットした簡易型で、AIにより完全自動制御化されている。旗艦型と通常型の2種類があり、塗装が異なるほか、旗艦型は艦首大砲塔の砲身の1つが反射衛星砲に換装されている。元々の脚本では多脚歩行戦車として登場しており、また小林によって有人仕様のニードルスレイブとしてラフスケッチが描かれたこともあったが、最終的にメダルーサ級のモデルを流用したものとなった。
劇中での登場
宇宙戦艦ヤマト2199 星巡る方舟
「メダルーザそのものではなく、あくまでもその同型艦である」という位置付けで、グタバ遠征軍の旗艦「メガルーダ」が登場する。冒頭での初登場時にバンデベル艦隊を火焔直撃砲で殲滅する。その後、ヤマトと遭遇し、ヤマトを手に入れるため攻撃を開始。逃走したヤマトを追撃し、本来の目的である「静謐の星（惑星シャンブロウ）」を発見。邪魔なヤマトを始末するため攻撃を開始し、ヤマト・ガミラスの合同艦隊と交戦するが、最終的にヤマトとの一騎討ちに敗北し撃沈される。
宇宙戦艦ヤマト2202 愛の戦士たち
第1話から登場。本作では量産されて複数登場する。8番浮遊大陸戦では2隻が登場。「ガミラス臣民の壁」により火焔直撃砲を封じられるが、2隻がかりの集中砲火で装甲突入型ゼルグート級1隻を撃沈する。しかし、直後に「ゆうなぎ」に1隻が撃沈され同時砲撃が不可能となる。第18話の火星戦線では3隻が「ノイ・バルグレイ」以下のガミラス空母打撃群に撃沈された。
第14話では、ザバイバル陸戦師団の戦力としてヘルベスティアが登場する。

## 大戦艦
『さらば』『ヤマト2』に登場。
白色彗星帝国の艦隊戦力の中核を成す主力艦。多数の同型艦が存在し、地球攻略を指揮するバルゼーの率いる艦隊、その配下のコズモダート・ナスカの前衛艦隊、11番惑星兵站基地守備の第25戦闘艦隊など、多方面に配備が確認されている。
全長は310メートルと、地球防衛軍のアンドロメダを超えるスケールの大型艦である。艦首が太く艦尾側が細い、角ばった魚のような細長い艦体で、楕円盤形船体と昆虫を思わせる有機的なディテールを特徴とするガトランティスの他の艦とは異質のデザインラインとなっている。艦首両舷および艦底に4基ずつ備わったT字型のものをはじめとする、用途不明の無数のフィン状の構造物が見られる。甲板中央には3連装衝撃砲を段々重ねした上にブリッジを載せた、パゴダ・マスト状の高くそびえる艦橋構造物、その背後にレーダーを連ねたマストを配置している。艦体色は彗星帝国軍の標準色の黄緑色。
回転速射砲塔を標準兵装とする。前部に2基、後部に1基の大型砲塔を主砲として装備するほか、艦体各所に対空用小型砲塔を多数据え付けている。艦隊決戦兵器として衝撃砲を備えている。艦橋基部に伸縮式の大型2連衝撃砲を1基、艦橋に3連式衝撃砲を3基縦列配置している。この砲は発射時は光線であるが、命中すると螺旋状の衝撃波に変化して攻撃対象物を包み込み破壊するもので、地球防衛軍の巡洋艦・駆逐艦を一撃で撃沈するほどの威力を持つ。
劇中での登場
さらば宇宙戦艦ヤマト 愛の戦士たち
バルゼーの第6遊動機動部隊の主力艦として多数登場するが、アンドロメダの拡散波動砲に撃破される。その後、バルゼーが降伏を勧告しに艦隊旗艦の超大型空母と大戦艦を数隻引き連れ、地球の都市上空に飛来する。それ以降は登場しない。
なお、準備稿では「イーロク」というキャラクターが大戦艦艦隊を率いる案があったが、没となっている。
宇宙戦艦ヤマト2
第1話で初登場。第6話ではナスカ率いる強行偵察艦隊の太陽系第11番惑星攻略戦に投入され、第11番惑星の救援に駆け付けたヤマトと交戦するが、改良された武装の前に全滅する。その後、第18話ではバルゼー艦隊の主力艦として多数登場する（このとき地球側が確認した数では、少なくとも80隻以上が艦隊に加わっている）。第21話では、土星決戦で地球連合艦隊と交戦し、ヒペリオン艦隊を衝撃砲で全滅させるが、メダルーザの火炎直撃砲による土星の輪内での乱気流により僚艦同士が多数衝突し、態勢を立て直した地球連合艦隊の砲撃により壊滅する。第22話では、地球連邦政府に無条件降伏を勧告する際、ラーゼラーが乗艦して地球連邦の首都メガロポリスの上空に飛来する。それ以降は登場しない。

### 大戦艦（PSゲーム）
『PS版さらば』『イスカンダルへの追憶』『暗黒星団帝国の逆襲』に登場。デザインはアニメから流用されている。
『PS版さらば』ではマップ上の砲撃射程が3マス、攻撃力300〜800となっており、3D戦で武装は前甲板に主砲、後甲板に副砲、両舷に対空機銃となっている。
『イスカンダルへの追憶』『暗黒星団帝国の逆襲』の同2作では、正式名称が「彗星帝国軍大型戦艦級」となっている。武装は『PS版さらば』を基本に両舷に側面迎撃ミサイルが各1基加わっているが、副砲が大口径主砲に設定変更されており、本砲の上下方向の射角は40度〜90度に設定されている。各武装110パーセントの攻撃補正が加わっている。

### カラクルム級戦闘艦（リメイクアニメ）
『2202』に登場。デザイン担当は石津泰志。
正式名称は「ガイゼンガン兵器群 カラクルム級戦闘艦」。
全長は520メートルに大型化している。細部デザインがより細かく刷新され、ガトランティス特有の三角形や四角形状の模様が、各所に入れられている。他のガトランティス艦とのデザインラインの違いは、設計思想が異なるためと理由付けされている。
基本的な艦体色は単色グリーンであるが、第八機動艦隊の指揮官メーザーが座乗する艦のみ白と灰色を組み合わせた塗装となっている。
艦橋の両脇には回転砲塔が1基ずつ追加されており、旧作では固定式だった艦橋の砲塔と大砲塔は旋回が可能となっている。さらに「雷撃旋回砲」という特殊砲撃システムが新たに設定されている。これは多数の雷撃ビットを艦前方にリング状に展開・旋回させ、エネルギーを増幅させてビームの散弾を放ち続けるというもの。また、複数の同型艦でビットを連動させて威力を上げ、巨大なビームを放つ「インフェルノ・カノーネ」としての運用や、数十万隻単位が円筒状に並んで砲身を形成し、恒星の爆縮エネルギーを増幅・制御して軸線方向に発射する「レギオネル・カノーネ」としての運用もできるが、その場合は発射の威力に艦体が耐えられず自身も自沈してしまうため、1回限りの使い捨てとなる。
ただし、直撃を避けていたとはいえ、拡散波動砲の攻撃を受けて機関部が稼働可能であったり、その状態で戦闘衛星に激突して破壊するなど、戦闘艦としての耐久力は高く描かれている。

劇中には第1話から登場。浮遊大陸の奪還に来た地球・ガミラス連合艦隊を、雷撃旋回砲で壊滅させる。その後、アンドロメダの拡散波動砲に巻き込まれるも辛うじて耐え抜き、帰還した地球艦を追って太陽系へ到達し、地球への特攻を図るが、ヤマトの砲撃で撃沈される。第7話では第八機動艦隊所属艦が約250万隻の大艦隊として登場。第18話以降はバルゼー率いる第七機動艦隊の主力として無数の艦が登場。イーターIと共にエンケラドゥス守備隊を壊滅させるが地球軍本隊の拡散波動砲に苦しめられる。第21話では火星防衛戦線で地球・ガミラス連合艦隊と激戦を交えるほか、ヤマトを破壊するために惑星ゼムリアにレギオネル・カノーネを発射、ゼムリアを崩壊させた。第24話では帝星内部に建造中（成長中？）の大きさが不揃いな本艦が登場し、桂木透子の思念でヤマトを守る盾として運用される。

## ミサイル艦
『さらば』『ヤマト2』に登場。
ゴーランドの帝国第一艦隊テレザート星域守備艦隊に配備されている、重装ミサイル戦闘艦。ゴーランドの座乗艦であることから「ミサイル艦ゴーランド」とも呼称される。一部資料やPSゲームでは、外見は同じだが「ゴーランドの旗艦は他のミサイル艦より大型」との記述も見られる。
三面図には日本語で「ミサイル艦」、英語で「Missile Cruiser」（ミサイル巡洋艦）とそれぞれ表記されている。
艦の外観は上下二股に分かれた艦首をはじめ、艦橋など一部構造物を除いてほぼ上下対称の艦体を持つ。最大の特徴は、装甲の全面にハリネズミのごとく装備されたミサイルであり、艦首部分もそれ自体が大型のミサイルであるほか、艦橋部分にまでミサイルを装備している。塗装は艦体が淡緑色で、外装式の大型ミサイル部が白色。
艦の全周囲に確認できるだけでも大小100門を超えるミサイル発射管を有している一方、ビーム兵器の類はまったく確認できない。艦内にミサイル製造工場を持ち、中小ミサイル類の自給自足が可能になっている。
艦首には外装式の大型ミサイル「破滅ミサイル」（名称は『ヤマト2』の制作に際して設定された）が、上下に計2基備えられている。破滅ミサイルの破壊力は相当高く、『ヤマト2』第10話では艦隊の一斉発射でテレザート星近隣の恐竜惑星を破壊している。
また、『ヤマト2』では大出力を誇るテレサのメッセージをジャミングするなど、それなりの電子戦能力も有している。ミサイル偏重のために射程自体は短いが、ジャミング能力との連携により、近 - 中距離砲撃戦で能力を発揮する艦と評されている。
なお、格納場所は不明だが、『ヤマト2』第9話のデスタール艦のデスバテーターや、『ヤマト2』第10話のゴーランドの飛行艇など、艦載機の運用描写がある。
原案の段階では大戦艦としてデザインされていたものであり、その時はミサイルではなく砲身付きのビーム砲塔を多数装備していた。
劇中での登場
さらば宇宙戦艦ヤマト 愛の戦士たち
宇宙気流に嵌ったヤマトに対し、ゴーランド率いる艦隊がテレザート星の前面に展開して待ち伏せていたが、機関故障を装って流されるヤマトの策に嵌り、波動砲射線上からテレザート星が外れる位置まで誘い出され、発射したミサイルもろとも波動砲で消滅した。
宇宙戦艦ヤマト2
本編中では第8話で初登場。テレサの通信を妨害・偽装し、ヤマトを次元断層に堕とす。本物のテレサからの通信を受けて脱出した直後のヤマトを攻撃するが、取り逃がしてしまう。第9話では、ゴーランド揮下のデスタール艦隊が登場してヤマトの航路封鎖を図るが、戦闘で全滅する。第10話では、エネルギー吸収特性を持つ流星帯の先でヤマトを待ち伏せ、エネルギーが尽きかけたところを撃沈する作戦を実行するが、ヤマト側はアステロイドリング用の反重力感応機を改良して流星からエネルギーを取りこめるようにしていたため、流星帯を脱出した後にはエネルギーを即回復し、波動砲によってゴーランド艦隊は全滅する。

### ミサイル艦（PSゲーム）
『PS版さらば』『イスカンダルへの追憶』『暗黒星団帝国の逆襲』に登場する。デザイン担当は宮武一貴。
『PS版さらば』ではゴーランド率いる特殊ミサイル艇師団が登場。宇宙気流とサルガッソーおよび大流星帯を利用して攻撃してくる描写は『ヤマト2』に準拠しているが、デスタールは登場しない。
ゴーランドが乗艦している旗艦には「ルーベルグIII」という艦名がつけられており、ストーリー09「大宇宙気流体出口」劇中のセリフで、他艦と同形状だが大型であると明言されている。また、破滅ミサイルは実戦ではまだ未使用の試作兵器という設定が追加されている。3D戦においては、ルーベルグIIIは戦艦級と位置付けられ、46センチ級、ミサイル艦は巡洋艦級として位置付けられ、40センチ級の主砲を使用している。ほかに両艦とも両舷に側面攻撃用の魚雷を持つ。マップ上の砲撃射程は「ルーベルグIII」が3マス、ミサイル艦が2マス、砲撃攻撃力は「ルーベルグⅢ」が300、ミサイル艦は200〜400となっている。
『イスカンダルへの追憶』では、彗星帝国残存艦隊の構成艦として多数が登場。ステージ03「雷王作戦」の終盤で、ヤマトへ体当たり攻撃を仕掛けてくる。『暗黒星団帝国の逆襲』では、回想ステージ「土星決戦」に登場する。同2作では、正式名称が「彗星帝国軍ミサイル艦級」となっている。武装は主砲が廃され、魚雷2基、平行発射ミサイルが側方、後方各2基と純粋に雷撃戦に特化したユニットになっている。攻撃補正は80〜100パーセントと幅がある。

また、『イスカンダルへの追憶』『暗黒星団帝国の逆襲』『二重銀河の崩壊』には、地球防衛軍が艦首破滅ミサイルを撤去して発射口を封じた鹵獲艦の改彗星帝国ミサイル艦級が登場している。

### 前期ゴストーク級ミサイル戦艦（リメイクアニメ）
『さらば』『ヤマト2』のリメイク作品である『宇宙戦艦ヤマト2202 愛の戦士たち』に登場する。デザイン担当は石津泰志。また、後述するジェノサイドスレイブの基礎デザインは小林誠が担当している。
全長は312メートルに大型化しており、小型のミサイル砲が対空用の回転砲塔に変更されているほか、一部のミサイル砲塔がビーム砲兼用となっている。また、本作での破滅ミサイルは艦首の2発の大型ミサイルではなく艦と同等の全長を持つ槍状の追加装備となっているうえ、テレザート星から吸い上げた反物質に近い性質を持つエネルギーと正物質の対消滅を利用したミサイルと設定されている。
なお、公式サイトでの名称は「前期ゴストーク級ミサイル戦艦 ゴーランド」であり、「ガトランティスの名将の1人」と評されるゴーランドの名が配されるという形で、『さらば』のミサイル艦のプラモデルに準じた名称となっている。
劇中には第1話から登場。テレザート星へ侵攻する艦隊の中に登場し、艦首大型ミサイルでテレザリアムのある島を攻撃している。その後、第10話でゴーランド率いるテレザート守備艦隊の構成艦として登場。第13話で、テレザート上陸作戦を展開するヤマトと交戦。破滅ミサイルと艦載のミサイル攻撃で追い詰めるも、艦隊を密集させていたことが仇となり、波動砲の直撃を受けて艦隊は全滅、ゴーランドとノルも戦死した。
白色彗星内部にも、多数のカラクルム級と共に、破滅ミサイルを装備した本艦が存在しており、第18話では都市帝国の超重力に引き寄せられる地球艦隊に対し破滅ミサイルを複数発射、艦隊を壊滅させ、アンドロメダの波動砲口を大破させている。第19話で銀河のブラックバード作戦によってすべての艦が制御不能に陥り、その際、分離して味方艦と衝突した破滅ミサイルの一発が爆発、その影響で他の艦とミサイルも誘爆を起こし、全滅する。

第24話では「ゴストーク＝ジェノサイドスレイブ」と呼ばれる無人仕様の改造艦が登場する。シルエットは破滅ミサイルを装備したゴストーク級をベースに、艦上部の2番砲塔、艦尾砲塔、艦橋ミサイルが撤廃され、代わりに大型化した艦橋と、艦底部にミサイルとブレード状の構造物が装備されており、ゴストーク級にノイ・デウスーラを合わせたようなデザインになっている。艦首のミサイルは破滅ミサイルではなく、巨大な衝角のような使用方法で用いられる。都市帝国内部に侵入したヤマト並びに、地球防衛を担うガミラス艦隊と交戦する。ジェノサイドスレイブは元々脚本には存在しないメカで、脚本に存在した「巨人機」の役割をイーターIと本艦で分け合った形となっている。

## 駆逐艦
『さらば』『ヤマト2』に登場。デザイン担当は宮武一貴。
全身ハリネズミのように回転速射砲塔を装備している。構造は紡錘形の上部船体と、後端を切り落とした楕円盤形の下部船体を組み合わせた、ちょうど高速中型空母を上下反転させたレイアウトになっており、楕円盤の前左右に複眼状構造物を備えているのも同様である。カラーリングは上部船体が白、下部船体が緑。一部の砲塔に開いている丸穴は姿勢制御用の高機動ロケット噴射ノズルである。
劇中での登場
さらば宇宙戦艦ヤマト 愛の戦士たち
最新鋭艦として大帝ズォーダーからデスラーに対して供与される。デスラーは瞬間物質移送器を使ったデスラー戦法で駆逐艦をヤマトの至近距離にワープさせ、一撃離脱戦法でヤマトの全砲門を沈黙させ、包囲する。しかし、その後ヤマトごとデスラー砲の的となり、ヤマトが小ワープで逃れた一方、本艦隊は避けられず全滅する。
宇宙戦艦ヤマト2
初登場はシリーズ後半の第18話で、超巨大戦艦を除けば彗星帝国艦艇の中で最も遅い登場となっている。バルゼーのシリウス・プロキオン方面軍に所属している。

### 新型駆逐艦（PSゲーム）
『PS版さらば』『イスカンダルへの追憶』『暗黒星団帝国の逆襲』に登場する。デザイン担当は宮武一貴。
デザインが新たに描き起こされているが、諸元などの基本設定はアニメ版と変わらない。『PS版さらば』ではマップ上の砲撃射程は2マス、砲撃攻撃力は200〜800、3D戦では副砲が前後各1基、爆雷2基である。『イスカンダルへの追憶』では、彗星帝国残存艦隊の構成艦として登場。『暗黒星団帝国の逆襲』では、回想ステージ「土星決戦」「デスラー」に登場する。同2作では、正式名称が「彗星帝国軍高速駆逐艦級」となっている。武装は中口径主砲を上下各1基、上方迎撃ミサイル、下方迎撃ミサイル各2基である。攻撃補正は80〜100パーセントと幅がある。

また、『イスカンダルへの追憶』『暗黒星団帝国の逆襲』『二重銀河の崩壊』には、地球防衛軍の鹵獲艦である改彗星帝国高速駆逐艦級が登場している。

### ククルカン級襲撃型駆逐艦（リメイクアニメ）
『2199』『星巡る方舟』『2202』に登場。デザイン担当は出渕裕（『2199』）、石津泰志（『星巡る方舟』以降）。
『2199』では「ククルカン級宇宙駆逐艦」、『星巡る方舟』以降では「ククルカン級襲撃型駆逐艦」という名称である。
『2199』では、第11話で小マゼラン外縁部への侵入を繰り返しドメル艦隊と交戦している蛮族の艦隊の所属艦としてゲスト出演。外形はほぼ同一だが、砲塔数が大幅に減らされている。上部甲板の砲塔は5基から4基になっており、艦底部の砲塔も3基から2基になっている。これら以外にも、側面や艦尾の砲塔がなくなっており、30基近く備わっていた対空砲塔も、外見上は全て無くなっている。
その後、『星巡る方舟』に登場する際に設定とデザインが再度改訂され、対空砲塔など装備が追加されている。また、新たに3DCGモデルが作成されている。

『2202』では、上下船体の分離機構があり、損傷した下部船体を投棄して攻撃を続行する姿が描かれている。

## 超大型空母
『さらば』『ヤマト2』に登場。デザイン担当は松本零士、宮武一貴。バンダイのプラモデルシリーズ「宇宙戦艦ヤマト・メカコレクション」における艦名（商品名）は「超大型空母バルゼー」。
多数の航空機を搭載可能で、高速中型空母を一回り以上も上回る大型空母。船体色は白色で飛行甲板は彗星帝国軍の基本色の黄緑色。上下対称の艦体構造を持ち、上下甲板には並行してそれぞれ2本、計4本の全通式フライトデッキがある。甲板にエレベーターは無く、艦載機は艦内から直接デッキへ滑り出して発進する。艦載機の発進時には、飛行甲板部分の船体を回転させる構造となっている。その際、艦橋部分とエンジンノズル部のみは回転しない。防御兵器としては、対空用の回転速射砲塔を多数装備している。
原案では、本艦に乗艦するのはナグモーという人物であった（この名前は『ヤマト2』第1話で一度だけ呼ばれる）。
劇中での登場
さらば宇宙戦艦ヤマト 愛の戦士たち
バルゼーが座乗する旗艦として登場。白色彗星により地球防衛艦隊が壊滅した後、無条件降伏を勧告するために地球連邦の首都メガロポリス上空に侵攻するが、その後の描写は無い。
宇宙戦艦ヤマト2
序盤は第5話から第9話までの各話冒頭ナレーション時にバルゼーの背景に映る形で登場。本編内での初登場は第18話で、ゲルンの別動機動艦隊の旗艦としての登場である。機動艦隊には旗艦以外にも1隻（ごく一部のカットでは2隻）確認できる。ヤマトを旗艦とする臨時編成の機動艦隊に奇襲され、撃沈される。

### 超大型空母（PSゲーム）
『PS版さらば』『イスカンダルへの追憶』『暗黒星団帝国の逆襲』に登場する。デザイン担当は宮武一貴。
デザインが新たに描き起こされているが、諸元などの基本設定はアニメ版と変わらない。『PS版さらば』では、後半のストーリー14「カイパーベルト」から登場する。

『イスカンダルへの追憶』『暗黒星団帝国の逆襲』では、略称が「大型回転空母」、正式名称が「彗星帝国軍超大型空母級」になっている。『イスカンダルへの追憶』では、ステージ03「雷王作戦」において彗星帝国残存艦隊の構成艦として登場。『暗黒星団帝国の逆襲』では、回想ステージ「土星決戦」に登場する。

### アポカリクス級航宙母艦（リメイクアニメ）
『2202』に登場する。デザイン担当は石津泰志。
正式名称は「ガイゼンガン兵器群 アポカリクス級航宙母艦」で、個艦名として搭乗者である「バルゼー」の名を冠している。
地球侵攻に合わせて建造された新型艦で、カラクルム級戦闘艦と同じ「ガイゼンガン兵器群」の一種である。全長は1240メートルと、ヤマトの4倍弱、ガミラス最大であるゼルグート級と比べても2倍弱という大きさを誇る。
ハンバーグのような上下対称の楕円柱状シルエットはオリジナルと同じだが、細部はメダルーサ級と同じく大幅にアレンジされている。飛行甲板は前部が発艦用、後部が着艦用と設定され、発艦用の前部には1か所あたり2基のカタパルトが設置され、着艦用の後部は斜め方向にも伸びている。発艦時には飛行甲板を回転させながら艦載機を出撃させている。武装は、艦体上下面に輪胴砲塔を多数装備し、ドラム式のビーム発射機や、艦首に大型ビーム砲などを備える。
カラーリングは白色と灰色の2色で、飛行甲板上は濃いグレーとなっている。また、複眼状の発光部が、艦首中央だけでなく両舷にも備わっている。
劇中では第17話で第七機動艦隊の旗艦として初登場。この時は、小型艦であるイーターIを80機搭載している。第21話・第23話にも登場してデスバテーターを発艦させるシーンがある。後者においてはこの空母が｢バルゼー｣のほかに2隻建造されていたことが判明した。
第23話での地球への降伏勧告後、第25話でガミラス艦隊と戦闘中にズォーダーが「ゴレム」を起動したことで艦内の乗組員が全員死亡し、3隻ともに制御を失って爆沈した。

## 高速中型空母
『さらば』『ヤマト2』に登場。デザイン担当は松本零士、宮武一貴。バンダイのプラモデルシリーズ「宇宙戦艦ヤマト・メカコレクション」 における艦名（商品名）は「高速中型空母ナスカ」。
高速・高機動を特徴とし、船体上部・首尾線方向に1枚の全通式飛行甲板を持つ中型の宇宙空母。塗装は淡緑色。艦首両舷にオレンジ色の複眼状センサーを持ち、自衛用の回転速射砲塔を多数装備する。
白色彗星帝国軍・空母機動部隊の中核を成す艦艇で、多数の姉妹艦が存在する。ある程度の司令部設備を備えており、コズモダート・ナスカの彗星帝国前衛艦隊など、中規模艦隊の旗艦としても運用される。
劇中での登場
さらば宇宙戦艦ヤマト 愛の戦士たち
物語冒頭の惑星の侵略シーンと、テレサが映し出す映像（画自体は冒頭のシーンの流用）にのみ登場する。
宇宙戦艦ヤマト2
第1話ではコズモダート・ナスカの乗艦として初登場する。第6話ではヤマトの砲撃を浴びるが命中せず、戦線離脱に成功している。
第18話・第20話では、バルゼー麾下のゲルン率いる機動部隊の構成艦として多数登場し、地球防衛軍連合艦隊との戦いに先兵として大部隊での航空戦を目論むが、土方竜の企図したヤマトと地球側空母から構成される臨時編成の機動部隊による奇襲攻撃によって阻まれ、全艦がコスモタイガーII隊の空襲とヤマトの砲撃によって全滅する。

### ナスカ高速中型空母（PSゲーム）
『PS版さらば』に登場する。デザイン担当は宮武一貴。
ナスカ艦隊所属艦ほかが多数登場。コズモダート・ナスカが座乗する艦には「エウレカ」という艦名がつけられている。デザインはアニメ版からほぼ変わっていないが、小型の回転速射砲塔が外観上数基追加されている。また、艦載機として対艦爆撃機も搭載している。

『イスカンダルへの追憶』『暗黒星団帝国の逆襲』『二重銀河の崩壊』では、地球防衛軍の鹵獲艦として、改彗星帝国高速中型空母級が登場している。

### ナスカ級打撃型航宙母艦（リメイクアニメ）
『ヤマト』のリメイク作品である『2199』において、ガミラスと交戦している敵としてガトランティスがゲスト出演する際、高速中型空母をリメイクした艦。

#### 『2199』（ナスカ級）
『2199』に登場。デザイン担当は宮武一貴、出渕裕。名称は「ナスカ級宇宙中型空母」となっている。なお、設定画こそ存在するものの三面図は存在せず、全長も大雑把に決められただけなど、ゲスト出演ゆえに詳細な設定はない。
形状はほぼ同一だが、艦橋の位置が左舷側から右舷側に変更されている。また、元デザインでは甲板の裏面にも艦橋があったが本作ではなくなっており、その代わりとして左舷側と同様の八連装円盤形ビーム砲塔が設置されている。全長は490メートルと、『さらば』『ヤマト2』の倍近くに変更されている。武装については、前述の通り八連装砲塔が1基追加されているほか、小型の砲塔が2基追加されているが、円盤形砲塔以外の武装の有無は不明。
劇中では、第11話冒頭でドメル艦隊と交戦した艦隊の構成艦として1隻が登場するが、艦隊はドメル艦隊の電撃戦の前に総崩れとなって周囲の艦艇のほぼすべてが爆沈し、残った本艦も最後にメルトリア級航宙巡洋戦艦の砲撃で撃沈されている。なお、撃沈される寸前に攻撃機が1機発艦しているが、発艦後の消息は不明。

#### 『星巡る方舟』以降（ナスカ級）
『星巡る方舟』『2202』に登場。デザイン担当は石津泰志。
『星巡る方舟』で再度設定が再構築され、「ナスカ級打撃型航宙母艦」という名称になっている。
『2199』時からさらにリデザインがなされている。全体的な形状はほぼ変更されていなかったPSゲーム版や『2199』に比べ、やや角ばった鋭角的な形状に変更されているほか、武装の追加や艦橋などの構造物については位置バランスの微調整などが行われている。
設定も再構築され、全長が334メートルに変更されているほか、艦載機数が24機と設定された。また、艦自体の武装も『2199』から大幅に増強されており、「打撃型」の名の通り高い攻撃力を有すると設定されている。
劇中での登場
宇宙戦艦ヤマト2199 星巡る方舟
グタバ遠征軍の機動部隊「キスカ遊撃隊」の旗艦として「キスカ」が登場。基本的には独自の艦隊を編成し、メガルーダを旗艦とする本隊とは別行動をとっている。最終戦時にはヤマトとガミラスの合同航空隊と交戦するが、クリム・メルヒのツヴァルケによるミサイル攻撃を受け、機能停止する。
宇宙戦艦ヤマト2202 愛の戦士たち
第1話から登場。

## 潜宙艦（スペース・サブ）
『さらば』『ヤマト2』に登場する。デザイン担当は宮武一貴。
隠密行動を重視したステルス艦。『さらば』劇中の台詞では「潜空艦」と呼ばれ、『ヤマト2』では「スペース・サブ」と呼ばれている。

## 巡洋艦（PSゲーム）
『PS版さらば』に登場するゲームオリジナル艦。
サイズ、能力的には大戦艦のスケールダウン版で、外見はどこか魚に似ている。塗装は淡緑色と白。各所に備えられた回転速射砲塔で武装しているが、艦橋部に衝撃砲は搭載されていない模様である。ゲーム終盤では性能がアップした「巡洋艦 改」も登場する。
マップ上の砲撃射程は2マス、砲撃攻撃力は通常タイプが200、改が300、3D戦での武装は副砲が前後各1基、対空機銃が両舷各1基である。

## ラスコー級突撃型巡洋艦（リメイクアニメ）
『2199』にガトランティスがゲスト出演する際に、ミサイル艦をベースとして新たにデザインされた艦。その後、『星巡る方舟』への登場に伴い詳細な設定が作られた。

### 『2199』（ラスコー級）
『2199』に登場。デザイン担当は宮武一貴。「ラスコー級宇宙巡洋艦」という名称である。
全長285メートル。艦首と艦尾の形状はミサイル艦に近いが、それ以外の部分の形状は大きく異なっており、ほぼ別物である。兵装は八連装円盤形ビーム砲塔11基、四連装円盤形ビーム砲塔3基を装備しており、ミサイルは主兵装となっていない。『さらば』『ヤマト2』の回転速射砲塔は速射性の高さが特徴だったが、本作のラスコー級の円盤形砲塔は発射速度が遅いとされている。
劇中では第11話に登場。ガミラスのドメル率いる第6空間機甲師団と交戦する艦隊の構成艦として2隻登場するが、1隻はビームの一掃射で艦体を溶断されて爆沈し、もう1隻はクリピテラ級のミサイル攻撃で他の艦もろとも撃沈された。
豊田巧の小説版下巻では、ラスコー級に相当する艦は登場せず、代わりにミサイルを艦体全体に装備した「高速ミサイル艦」が登場する。

### 『星巡る方舟』以降（ラスコー級）
『星巡る方舟』『2202』に登場。デザイン担当は石津泰志。本作から「ラスコー級突撃型巡洋艦」という名称になった。
『2199』登場時から設定が再構築されており、全長は240メートルに変更され、武装も詳細に設定された。デザインも変更されており、より上下対称に近いデザインとなっている。本作で初めて3DCGモデルが作成された。また、「艦首に超大型ミサイルを装備した『雷撃型』も存在する」という設定も追加された。
本艦の主武装である速射輪胴砲塔は『2199』とは異なり連射速度が高く描写されている。
艦級名の「ラスコー」は、ガトランティス神話に登場する雷獣「ラスコール」が由来という設定がある。
劇中での登場
宇宙戦艦ヤマト2199 星巡る方舟
グタバ遠征軍所属艦として多数登場。また、個艦として「グリアデ」という名の艦が登場するが、功を焦り、ヤマトを追って突出したために味方の火焔直撃砲により焼失する。
宇宙戦艦ヤマト2202 愛の戦士たち
第1話から登場。第11話では、デスラーに与えられた青色塗装の艦が4隻登場する。

## ガイゼンガン兵器群・自滅型攻撃艦イーターI（リメイクアニメ）
『2202』に登場。デザイン担当は小林誠。
全長135メートル。対波動防壁用に建造された小型艦で、波動防壁中和システムを有する。剣のような形状をしており、敵艦の波動防壁を突破し、艦首の単分子切断衝角で敵艦を貫通した後、輪胴砲塔を乱射して自艦もろとも撃沈する。
事実上の特攻兵器であるが、自爆機構などは備えておらず、敵艦の撃沈に至らなかった場合は突き刺さったまま沈黙している。搭乗員がいるかどうかも不明で、描写されたのは第24話でのラーゼラー搭乗艦のみ。
劇中では第17話で初登場。空母バルゼーに80機搭載され、地球のエンケラドゥス守備隊の戦闘艦を次々と沈める。その後も地球・ガミラス連合との戦闘で数多く登場。第21話ではアンドロメダ改のワープブースター（ドレッドノート級）を破壊し、艦橋上部をもぎ取った。第24話で都市帝国内部に侵入したヤマトに対しても猛威を振るい、アナライザーを大破させた。また、ラーゼラー搭乗の赤色に塗装された艦も登場し、戦闘機と遜色ない機動で加藤のブラックバードと戦闘を繰り広げるが、最終的には撃沈されラーゼラーも戦死する。

本作の小林デザインメカの多分に漏れず、本艦も元々脚本には存在していなかった。